# Robert Conroy
Pour les articles homonymes, voir Conroy (homonymie).
Œuvres principales
- 1942

J. Robert Conroy, né le 24 août 1938 dans le New Jersey et décédé le 30 décembre 2014  au Michigan des suites d'un cancer, est un auteur américain d'uchronie.

## Biographie
Il a été élevé à Grosse Pointe dans la zone métropolitaine de Détroit. Vétéran de l'United States Army, il a obtenu une maîtrise en administration des affaires grâce au financement de ses études par le G.I. Bill. Il a travaillé dans la gestion au siège social de la branche américaine de Volkswagen puis après sa retraite comme professeur d'histoire économique et commerciale au collège communautaire du comté de Monroe. Marié et père d'une fille, il habitait à Warren (Michigan) dans la banlieue de Détroit. 
Son premier roman, 1901, est publié après sa retraite de Volkswagen en 1995. Son éditeur d'alors est racheté par Random House, ce qui permet à ses 5 romans suivants à partir de 2006 d’être distribués par cette grande maison d'édition. À partir de Himmler's War sorti en format électronique en novembre 2011, il est édité par Baen.

## Œuvres
Outre les romans ci-dessous, il est l'auteur de plusieurs courtes nouvelles. En octobre 2016, aucune n'était éditée en français. Un de ses livres, Himmler’s War, est édité en Pologne.

### Romans publiés du vivant de l'auteur
- 1901, (1995)  (ISBN 978-0891418436). L'Empire allemand débarque à Long Island en 1901 et s'empare de New York[5].
- 1862, (2006)  (ISBN 978-0345482372). Le Royaume-Uni entre dans la guerre de Sécession au côté des États confédérés d'Amérique.
- 1945, (2007)  (ISBN 978-0345494795). L'empire du Japon refuse de se rendre après les bombardements atomiques d'Hiroshima et Nagasaki, forçant les États-Unis à lancer l'opération Downfall[6].
- 1942, (2009)  (ISBN 978-0345506078), prix Sidewise format long [7]. Hawaii est envahi par l'empire du Japon après l'attaque de Pearl Harbor.
- Red Inferno: 1945, (2010)  (ISBN 978-0345506061). Il s'agit du récit d'un conflit entre les alliés occidentaux et l'Union soviétique à la suite d'un mouvement offensif controversé des alliés vers Berlin lors de la campagne d'Allemagne en 1945. Ce mouvement est tragiquement mal interprété par Joseph Staline qui y voit une trahison et devient déterminé à s'emparer de toute l'Europe ce qui conduit à la Troisième Guerre mondiale[8].
- Castro's Bomb, (2011) (ASIN B005ORV3IM). 1963, après la crise de Cuba, Fidel Castro prend le contrôle d'armes nucléaires soviétiques et les utilise contre la base navale de la baie de Guantánamo[9].
- Himmler's War, (2011)  (ISBN 978-1451637618), Après la mort de Hitler en 1944, Heinrich Himmler prend le contrôle du Troisième Reich et adopte une stratégie considérablement différente[10].
- North Reich, (2012) (ASIN B008BVXZXO). Le Royaume-Uni a capitulé face à l'Allemagne en 1942. Un régime fasciste s'est installé à travers l'empire britannique. Le Canada sert de base de départ à une offensive allemande contre les États-Unis en 1944[11].
- Rising Sun, (2012)  (ISBN 978-1451638516). Après la victoire de la marine impériale japonaise durant la bataille de Midway, le Japon lance une invasion de l’Alaska et conduit des raids aéronavals sur la côte Ouest des États-Unis.
- 1920: America's Great War, (2013)  (ISBN 978-1451639315). La victoire allemande lors de la bataille de la Marne en 1914 et la neutralité des États-Unis durant la Première Guerre mondiale permet à l'Allemagne de remporter celle-ci et de contrôler l'Europe. En 1920, le Mexique sert de base de départ à l'Allemagne pour envahir les États-Unis[12].
- Liberty: 1784, (2014)  (ISBN 978-1476736273). La victoire navale britannique lors de la bataille de la baie de Chesapeake permet à celle-ci de remporter la guerre d'indépendance des États-Unis. George Washington et les pères fondateurs se réfugient à Chicago, qui a été rebaptisée Liberty[13].

### Romans posthumes
- 1882: Custer in Chains, (mai 2015)  (ISBN 978-1476780511). George Armstrong Custer survit à la bataille de Little Big Horn. Il est élu président des États-Unis et provoque une guerre hispano-américaine.
- Germanica, (septembre 2015),  (ISBN 978-1476780566). Joseph Goebbels prolonge la Seconde Guerre mondiale en construisant une « forteresse alpine » ((de) : Alpenfestung)[14].
- Storm Front, (décembre 2015),  (ISBN 978-1-476780870). Une tempête de neige de proportions épiques coupe la ville de Sheridan (Michigan) du monde extérieur.
- The Day After Gettysburg (août 2017),  (ISBN 978-1481482516): Après avoir été vaincu à la bataille de Gettysburg en juillet 1863, le général confédéré Robert E. Lee ne recule pas sur la rivière Potomac. Il ne capitule pas à Appomattox. Au lieu de cela, il renverse les rôles et lance une contre-attaque.
- Interregnum (juillet 2018), (ASIN 07FQZ99MG). L'histoire d'une Amérique après une guerre nucléaire.